# Tepoto Nord
Tepoto Nord, auch Te Poto, Toho oder Pukapoto, ist ein Gehobenes Atoll im Tuamotu-Archipels in Französisch-Polynesien. Napuka, 16 km südöstlich, liegt dem Eiland am nächsten. Tepoto Nord erreicht eine Ausdehnung von 2,6 km Länge mal 800 m Breite. Um Verwechslungen mit einer gleichnamigen Insel, dem 400 km südlich entfernt liegenden Tepoto Sud, zu vermeiden erhielt die Insel den Zusatz Nord. Das Atoll gehört zu den Îles du Désappointement, administrativ zur Gemeinde Napuka.

## Geschichte
Tepoto Nord wurde 1519 durch Ferdinand Magellan entdeckt, der auf der Insel sowie auf dem Nachbaratoll Napuka kein Wasser für seine Weiterfahrt finden konnte. So erhielten die beiden ariden Eilande ihren europäischen Namen „Inseln der Enttäuschung“.
Mitte des 19. Jahrhunderts wurde das Atoll von einer amerikanischen Forschungsexpedition unter Charles Wilkes besucht.
Tehekega ist der bedeutendste Ort der Insel, die fast ausschließlich von Polynesiern bewohnt wird.